# Дворкович Аркадій Володимирович
Аркадій Володимирович Дворкович (рос. Арка́дий Влади́мирович Дворко́вич; нар. 26 березня 1972, Москва) — російський політик. Президент ФІДЕ з 3 жовтня 2018 року.
Співголова фонду «Сколково». Голова ради директорів ВАТ «РЖД» (2015—2018). Заступник голови Уряду Російської Федерації (2012—2018). Дійсний державний радник РФ 1 класу (2004). Помічник президента РФ (2008—2012).

## Життєпис
Народився 26 березня 1972 року в Москві.
- Батько — Володимир Якович Дворкович (1937—2005) — міжнародний шаховий арбітр.
- Мати — Галина Львівна Дворкович.
- Брат — Михайло

Закінчив середню школу № 444 міста Москви з поглибленим вивченням математики і прикладної математики, економічний факультет Московського державного університету (1994) за спеціальністю «економічна кібернетика», Російську економічну школу з дипломом магістра економіки (1994 рік), Університет Дьюка (Північна Кароліна, США) з дипломом магістра економіки (1997). В МДУ навчався разом із майбутнім бізнесменом Зіявудіном Магомедовим.

### Експертна робота
З 1994 року — консультант, старший експерт, генеральний директор, науковий керівник ЗАТ «Економічна експертна група», яка об'єднала ряд осіб, пов'язаних із департаментом макроекономічної політики Міністерства фінансів Росії.
З 2000 року — експерт Центру стратегічних розробок (ЦСР) під проводом Германа Грефа. В ЦСР займався розробкою бюджетної та податкової політики. У березні 2000 року виступив співавтором «Економічної стратегії Росії в першому десятилітті XXI століття» (спільно з Євгеном Ясиным, Сергієм Алексашенко та Євгеном Гавриленковым), підготовленої фондом «Ліберальна місія» Єгора Гайдара і Євгенія Ясіна.
Деякі положення цієї праці перейшли в урядову програму, підготовлену в Центрі стратегічних розробок. Газета «Комерсант» писала, що програму, в написанні якої брав участь Дворкович, готували в «умовах суворої секретності» Олексій Улюкаєв, Сергій Синельников (заступники Гайдара за його інституту), |Михайло Дмитрієв, Олег Вьюгін, Михайло Краснов. За написанням програми за методами «чиказької школи» спостерігали чиновники МВФ. Дворкович відповідав за податкову частина програми.

### Держслужба

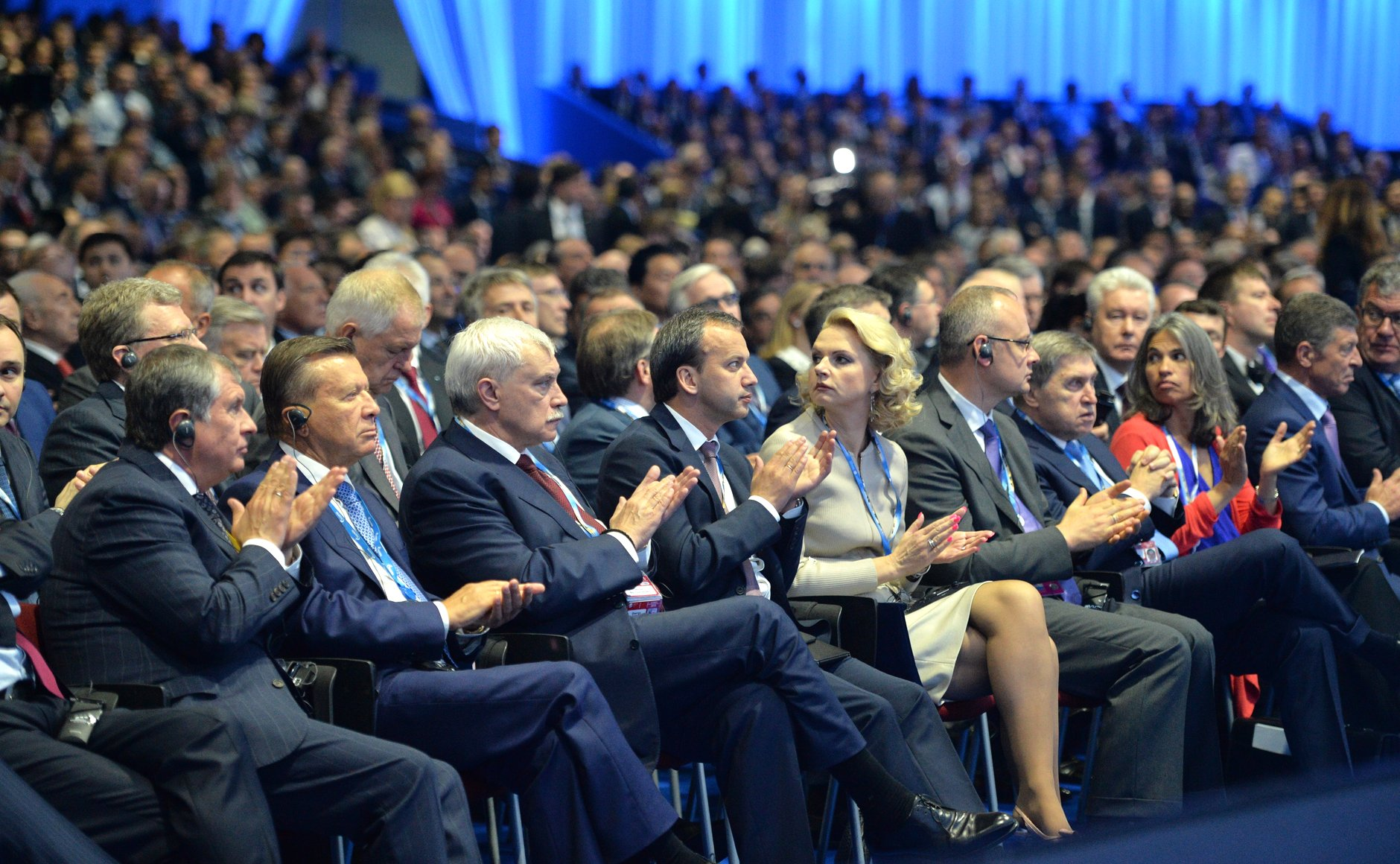
На Петербурзькому форумі, 2015

З серпня 2000 року — радник міністра економічного розвитку і торгівлі Російської Федерації Германа Грефа.
26 березня 2001 року у день свого 29-річчя розпорядженням глави уряду Михайла Касьянова призначений заступником міністра економічного розвитку і торгівлі Російської Федерації. Був одним з розробників податкової реформи з уведенням плоскої шкали 13-відсоткового прибуткового податку.
З 2 вересня 2004 року — голова наглядової ради ВАТ «Агентство по іпотечному житловому кредитуванню».
З квітня 2004 року — начальник експертного управління президента Росії.
З 13 травня 2008 року — помічник президента РФ Медведєва.
19 травня 2008 року призначений представником президента Росії по справах групи провідних індустріальних держав і зв'язків з представниками країн, що входять в Велику вісімку.
31 грудня 2009 року розпорядженням президента Дмитра Медведєва включений до складу робочої групи по розробці проекту створення територіально відокремленого комплексу для розвитку досліджень і розробок та комерціалізації їх результатів.
З 2010 року Дворкович є членом опікунської ради фонду «Сколково».
У вересні 2011 року негативно відгукнувся у своєму твіттері про рішення Путіна брати участь у президентських виборах. Роком раніше Дворкович в інтерв'ю BBC висловив думку, що Медведєв «хоче залишитися на другий термін».
Секретар Комісії з модернізації і технологічного розвитку економіки Росії.
21 травня 2012 року призначений заступником голови уряду РФ ПЕК).
4 липня 2012 року призначений головою урядової комісії з моніторингу продовольчих ринків.

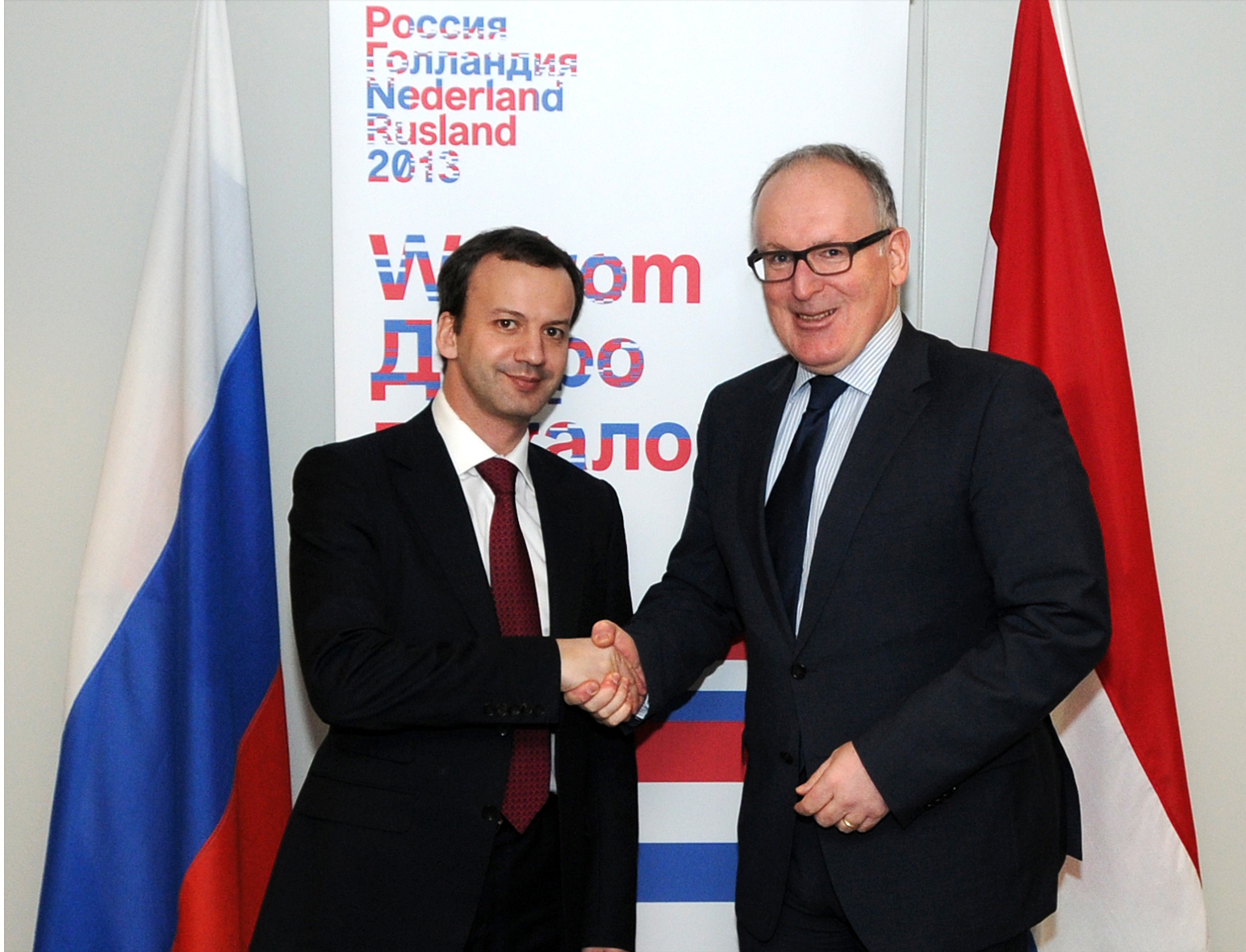
На зустрічі у в МЗС Нідерландів, 2013

22 червня 2015 року призначений головою ради директорів ВАТ „РЖД“.
24 січня 2018 року в ефірі Bloomberg TV заявив: «Не думаю, що у нас є олігархи, це була концепція 1990-х. Зараз у нас є хороші працьовиті соціально відповідальні бізнесмени, які піклуються про країну і заробляють гроші, займаючись відповідальним бізнесом».
25 січня 2018 року на Всесвітньому економічному форумі в Давосі, коментуючи можливість відключення Росії від міжбанківської системи SWIFT, повідомив, що «працювати можна і без SWIFT, колись же SWIFT не було. Зрозуміло, що все це трохи повільніше і не так ефективно, але працювати можна».
Після президентської інавгурації Путіна в травні 2018 року на четвертий термін Дворкович до складу нового уряду не увійшов, покинув він і всі пости, які обіймав за посадою віцепрем'єра.

### Посади в інших організаціях
З 2006 року — член правління Російського футбольного союзу, керівник програм розвитку російського футболу.
З 2007 року — перший віцепрезидент Російської шахової федерації (РШФ), займався в РШФ розвиток дитячих шахів, пропаганду і поліпшення фінансового забезпечення розвитку шахів в Росії. У 2009 році, коли Дмитро Медведєв виступив проти суміщення державних посад і посад у спортивних федераціях, пішов у відставку. У 2010 році обраний головою наглядової ради РШФ.
У 2010—2014 роках — голова наглядової ради Російської шахової федерації.
З липня 2015 року голова ради директорів Російської економічної школи.
З 1 вересня 2017 року голова наглядової ради АТ «Россельхозбанка», змінивши на цьому посту Олександра Ткачова.
18 травня 2018 року після залишення державної посади віцепрем'єра РФ Аркадій Дворкович обраний співголовою фонду «Сколково».
15 червня 2018 року заявив про намір брати участь у виборах президента ФІДЕ.
3 жовтня 2018 року став Президентом ФІДЕ.
У березні 2022 виїхав з Росії і відкрито виступив з критикою путінської агресії проти України.

## Нагороди
- Орден Пошани (2010)[25]
- Медаль ордена «За заслуги перед Вітчизною» II ступеня
- Медаль «У пам'ять 1000-річчя Казані»
- Великий офіцер ордена «За заслуги перед Італійською Республікою» (Італія, 10 жовтня 2009 року)[26]
- Медаль «За внесок у створення Євразійського економічного союзу» 1 ступеня (13 травня 2015 року, вища рада Євразійського економічного союзу)[27]